# Förste sjölord
Förste sjölord (First Sea Lord) är titeln på den högsta chefen för Storbritanniens marin, i vilken flottan och marinkåren ingår. Förste sjölorden bär också titeln "chef för marinstaben" (Chief of the Naval Staff). Förste sjölorden är underställd försvarschefen.
Förste sjölord är sedan 2021 Ben Key

## Historia
Mellan 1795 och 1827 kallades den person som var Förste sjölord för Admiral of the Fleet. Denna tjänst blev senare namnet på den högsta tjänstegraden. Tidigare en del av amiralitetet, sedan 1964 är marinen en del av Storbritanniens försvarsministerium.

## Befattningshavare (1795-)

### Admirals of the Fleet 1795-1827
- Richard Howe, 1st Earl Howe 1795–1799
- Sir Peter Parker 1799–1811
- Prins William, Hertig av Clarence 1811–1827

### Förste sjölorder, 1828-1904
- Sir George Cockburn 1828–1830
- Sir Thomas Hardy 1830–1834
- George Heneage Dundas 1834
- Charles Adam 1834
- Sir George Cockburn 1834–1835
- Sir Charles Adam 1835–1841
- Sir George Cockburn 1841–1846
- Sir William Parker 1846
- Sir Charles Adam 1846–1847
- James Whitley Deans Dundas 1847–1852
- Maurice Berkeley 1852
- Hyde Parker 1852–1854
- Maurice Berkeley 1854–1857
- Sir Richard Saunders Dundas 1857–1858
- William Martin 1858–1859
- Sir Richard Saunders Dundas 1859–1861
- Sir Frederick Grey 1861–1866
- Sir Alexander Milne 1866–1868
- Sir Sydney Dacres 1868–1872
- Sir Alexander Milne 1872–1876
- Sir Hastings Yelverton 1876–1877
- George Wellesley 1877–1879
- Sir Astley Cooper Key 1879–1885
- Sir Arthur Acland Hood 1885–1886
- Lord John Hay 1886
- Sir Arthur Acland Hood 1886–1889
- Sir Richard Vesey Hamilton 1889–1891
- Sir Anthony Hoskins 1891–1893
- Sir Frederick Richards 1893–1899
- Lord Walter Kerr 1899–1904

### Förste sjölorder, 1904-1964
- Lord Fisher 1904–1910
- Sir Arthur Knyvet Wilson 1910–1911
- Sir Francis Bridgeman 1911–1912
- Prins Ludvig av Battenberg 1912–1914
- Lord Fisher 1914–1915
- Sir Henry Jackson 1915–1916
- Sir John Jellicoe 1916–1917
- Sir Rosslyn Wemyss 1917–1919
- Earl Beatty 1919–1927
- Sir Charles Madden 1927–1930
- Sir Frederick Field 1930–1933
- Lord Chatfield 1933–1938
- Sir Roger Backhouse 1938–1939
- Sir Dudley Pound 1939–1943
- Viscount Cunningham av Hyndhope 1943–1946
- Sir John Cunningham 1946–1948
- Lord Fraser of North Cape 1948–1951
- Sir Rhoderick McGrigor 1951–1955
- Earl Mountbatten av Burma 1955–1959
- Sir Charles Lambe 1959–1960
- Sir Caspar John 1960–1963
- Sir David Luce 1963–1964

### Förste sjölorder från 1964
1964 blev marinen en del av försvarsministeriet.
| Nr | Porträtt | Namn                  | Ämbetstid     | Övrigt                 |
| -- | -------- | --------------------- | ------------- | ---------------------- |
|    |          | Sir David Luce        | 1964–1966     |                        |
|    |          | Sir Varyl Begg        | 1966–1968     |                        |
|    |          | Sir Michael Le Fanu   | 1968–1970     |                        |
|    |          | Sir Peter Hill-Norton | 1970–1971     | Försvarschef 1971-1973 |
|    |          | Sir Michael Pollock   | 1971–1974     |                        |
|    |          | Sir Edward Ashmore    | 1974–1977     | Försvarschef 1977      |
|    |          | Sir Terence Lewin     | 1977–1979     | Försvarschef 1979-1982 |
|    |          | Sir Henry Leach       | 1979–1982     |                        |
|    |          | Sir John Fieldhouse   | 1982–1985     | Försvarschef 1985-1988 |
|    |          | Sir William Staveley  | 1985–1989     |                        |
|    |          | Sir Julian Oswald     | 1989–1993     |                        |
|    |          | Sir Benjamin Bathurst | 1993–1995     |                        |
|    |          | Sir Jock Slater       | 1995–1998     |                        |
|    |          | Sir Michael Boyce     | 1998–2001     | Försvarschef 2001-2003 |
|    |          | Sir Nigel Essenhigh   | 2001–2002     |                        |
|    |          | Sir Alan West         | 2002–2006     |                        |
|    |          | Sir Jonathon Band     | 2006–2009     |                        |
|    |          | Sir Mark Stanhope     | 2009–2013     |                        |
|    |          | Sir George Zambellas  | 2013-2016     |                        |
|    |          | Sir Philip Jones      | 2016-2019     |                        |
|    |          | Sir Tony Radakin      | 2019-2021     |                        |
|    |          | Sir Ben Key           | 2021-sittande |                        |